# Chaux-lès-Clerval
Chaux-lès-Clerval ist eine Ortschaft und eine ehemalige französische Gemeinde  mit 156 Einwohnern (Stand 1. Januar 2022) im Département Doubs in der Region Bourgogne-Franche-Comté.
Mit Wirkung vom 1. Januar 2019 wurden die ehemaligen Gemeinden Pays de Clerval und Chaux-lès-Clerval zur fast namensgleichen Commune nouvelle Pays-de-Clerval (Schreibweise mit Bindestrichen) zusammengelegt. Chaux-lès-Clerval hat in der neuen Gemeinde den Status einer Commune déléguée. Die Gemeindeverwaltung befindet sich im Ort Clerval.

## Geographie
Chaux-lès-Clerval liegt auf 335 m, etwa 26 Kilometer südwestlich der Stadt Montbéliard (Luftlinie). Das Dorf erstreckt sich in einer breiten Senke, in die der Doubs von Norden her durch die Cluse de Clerval eintritt, zwischen den Höhenzügen der Côte d’Armont im Norden und der Lomontkette im Süden, östlich der rund 50 m tiefer gelegenen Talaue des Doubs.
Die Fläche des 8,57 km² großen Gemeindegebiets umfasste einen Abschnitt des Doubstals. Der Hauptteil des Gebietes wird von einer Längsmulde zwischen den beiden äußersten Höhenzügen des Juras eingenommen, die rund 2 km breit und insgesamt 8 km lang ist. Sie steigt gegen Osten allmählich an. Die westliche Grenze verläuft entlang dem Doubs. Dieser erreicht nach Verlassen des Durchbruchstals der Cluse de Clerval die Längsmulde, in die er sich jedoch im Lauf der Jahrmillionen rund 50 m eingetieft und eine ungefähr 500 m breite Talaue geschaffen hat. In dieser befindet sich auch die Wasserstraße des Rhein-Rhône-Kanals. Im Norden liegt die Grenze meist am Südfuß oder Südhang der Côte d’Armont. Nach Süden erstreckt sich das Gemeindeareal über den langsam ansteigenden Hang des Bois des Jamots bis auf den bewaldeten Kamm der Lomontkette, auf dem mit 650 m die höchste Erhebung von Chaux-lès-Clerval erreicht wird. Dieser Höhenzug bildet in geologisch-tektonischer Hinsicht eine Antiklinale des Faltenjuras.
Zu Chaux-lès-Clerval gehörten neben dem eigentlichen Ort auch die Weiler:
- Ansuans (380 m) am Nordhang des Lomontkette
- Seneuil (415 m) in einer Lichtung des Bois des Jamots am Nordhang der Lomontkette

Nachbargemeinden von Chaux-lès-Clerval waren Pays de Clerval mit Clerval im Norden, Anteuil im Osten, Crosey-le-Grand und Crosey-le-Petit im Süden sowie Roche-lès-Clerval und Branne im Westen.

## Geschichte
Im Mittelalter gehörte Chaux-lès-Clerval zur Herrschaft Clerval, die im 14. Jahrhundert unter die Oberhoheit der Grafen von Montbéliard kam. Während einiger Zeit bestand hier ein Cluniazenserpriorat. Zusammen mit der Franche-Comté gelangte das Dorf mit dem Frieden von Nimwegen 1678 definitiv an Frankreich.

## Bevölkerung
| Bevölkerungsentwicklung | Bevölkerungsentwicklung |
| Jahr                    | Einwohner               |
| ----------------------- | ----------------------- |
| 1962                    | 167                     |
| 1968                    | 151                     |
| 1975                    | 164                     |
| 1982                    | 181                     |
| 1990                    | 168                     |
| 1999                    | 189                     |
| 2004                    | 183                     |
| 2016                    | 152                     |

Nachdem die Einwohnerzahl in der ersten Hälfte des 20. Jahrhunderts deutlich abgenommen hatte (1896 wurden noch 226 Personen gezählt), wurden seit Beginn der 1980er Jahre nur noch relativ geringe Schwankungen verzeichnet.

## Sehenswürdigkeiten

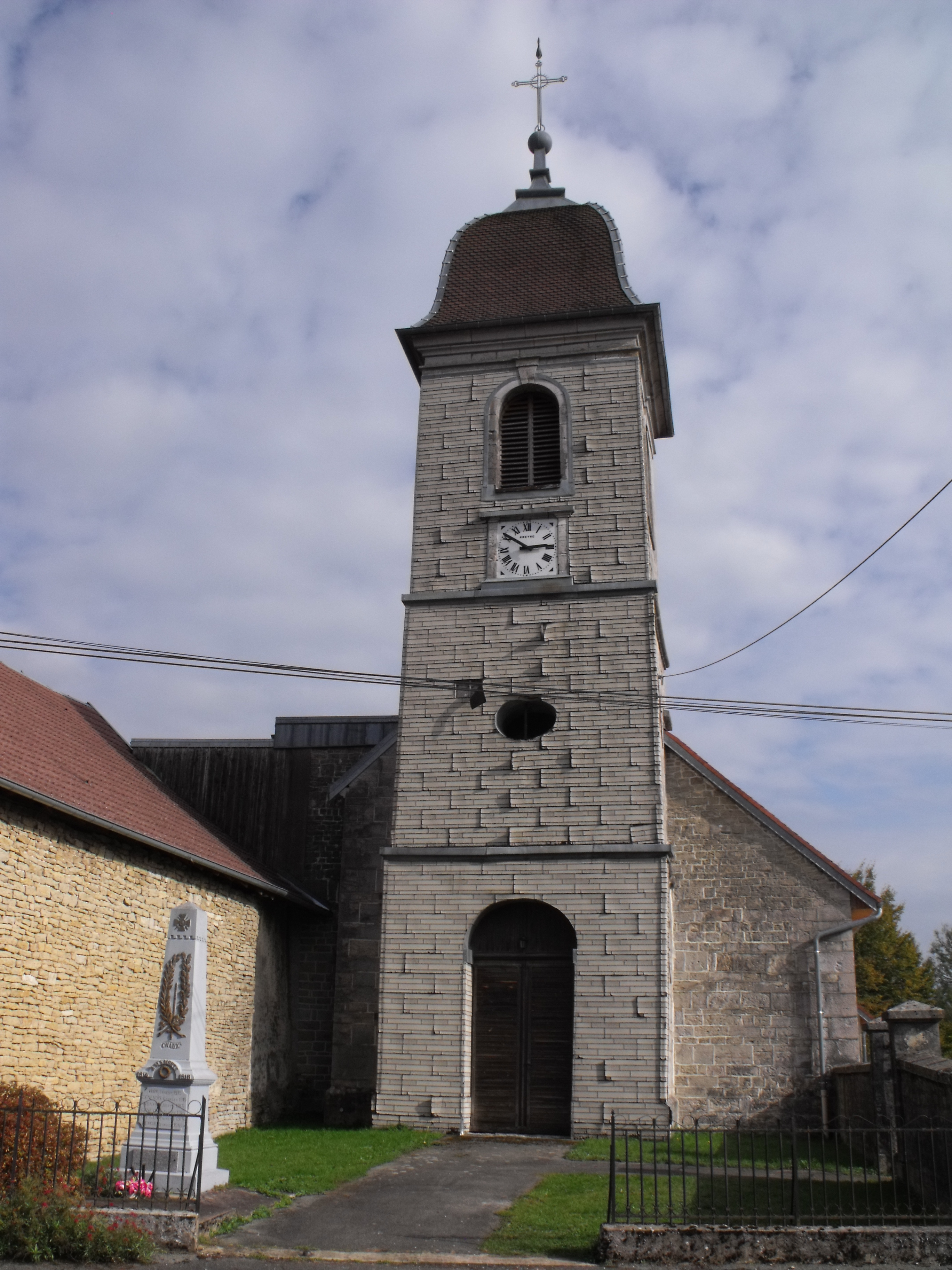
Kirche Saint-Pierre-et-Paul

Die Kirche Saint-Pierre-et-Paul geht ursprünglich auf den Neubau einer Kapelle im Jahr 1495 zurück. Im Lauf der Zeit wurde die Kirche mehrfach restauriert und vergrößert, so im 18. Jahrhundert; der Glockenturm wurde 1774 errichtet. Die Kirche besitzt eine bemerkenswerte Ausstattung, darunter eine Statue der Heiligen Jungfrau aus Alabaster (17. Jahrhundert), Stelen aus dem 18. Jahrhundert und ein Taufbecken aus dem 16. Jahrhundert. Überreste eines Kreuzgangs neben der Kirche sind erhalten. Im Friedhof steht ein Steinkreuz aus dem 16. Jahrhundert. Der Ortskern ist geprägt durch zahlreiche restaurierte Häuser im traditionellen Stil der Franche-Comté aus dem 17. bis 19. Jahrhundert.

## Wirtschaft und Infrastruktur
Chaux-lès-Clerval war bis weit ins 20. Jahrhundert hinein ein vorwiegend durch die Landwirtschaft (Ackerbau, Obstbau und Viehzucht) und die Forstwirtschaft geprägtes Dorf. Daneben gibt es heute einige Betriebe des lokalen Kleingewerbes. Mittlerweile hat sich das Dorf auch zu einer Wohngemeinde gewandelt. Viele Erwerbstätige sind deshalb Wegpendler, die in den größeren Ortschaften der Umgebung ihrer Arbeit nachgehen.
Die Ortschaft liegt abseits der größeren Durchgangsstraßen an einer Departementsstraße, die von Clerval nach Pont-de-Roide-Vermondans führt. Der nächste Anschluss an die Autobahn A36 befindet sich in einer Entfernung von ungefähr zehn Kilometern. Weitere Straßenverbindungen bestehen mit Roche-lès-Clerval, Vellevans und über den Col de Ferrière mit Vellerot-lès-Belvoir.

## Nachweise
1. ↑  Erlass der Präfektur No. 25-2018-12-17-002 über die Bildung der Commune nouvelle Pays-de-Clerval vom 17. Dezember 2018.